# Thuidium urceolatum
Thuidium urceolatum är en bladmossart som beskrevs av Paul Pablo Günther Lorentz 1864. Thuidium urceolatum ingår i släktet tujamossor, och familjen Thuidiaceae. Inga underarter finns listade i Catalogue of Life.